# A Morgadinha dos Canaviais
A Morgadinha dos Canaviais é o terceiro romance do escritor português Júlio Dinis, publicado em 1868. A acção passa-se no século XIX em Grijó - Vila Nova de Gaia onde residiu Julio Dinis (Quinta dos Canaviais e Quinta da Alvapenha). Retrata a Morgadinha, chamada Madalena Constança, uma rapariga de enorme beleza e generosidade.

## Enredo
A história inicia-se com a personagem principal, Henrique de Souselas, órfão e rico residente em Lisboa, que se encontrava doente devido ao diletantismo e à sensação de inutilidade da vida urbana.
Por esse motivo resolve instalar-se em casa da sua tia Doroteia, numa aldeia no norte de Portugal, a conselho de seu médico. Aí se restabelece e conhece Madalena, a elegante, inteligente e enérgica morgadinha, e apaixona-se por ela. No entanto, este amor não é correspondido e torna-se incómodo tanto para Madalena, que não gosta de Henrique, como para Augusto, que vê em Henrique um rival. Augusto é um professor primário pobre e honesto, que é amigo de Vicente, o herbanário que veria a sua casa destruída pela construção de uma estrada. Augusto nutre, desde criança, um amor secreto por Madalena, a Morgadinha dos Canaviais. Certo dia, Henrique, na taberna, ridiculariza o morgado das Perdizes sendo agredido por ele e pelos sujeitos que a frequentavam. Combalido agressão, Henrique é levado para a casa da morgadinha. Aí é tratado com todos os cuidados por Cristina, uma rapariga pura e inocente, prima de Madalena, por quem acaba por se apaixonar. Henrique pede a sua mão e casa com a Cristina. Por outro lado o amor secreto de Madalena e Augusto é revelado e acabam por casar.

## Personagens
- Madalena Adelaide de Mesquita- senhora jovem e elegante
- Henrique de Souselas - proprietário lisboeta
- Conselheiro Manuel Berardo Mesquita - pai de Madalena
- Augusto - mestre-escola

## Análise
Na figura do protagonista, Henrique de Souselas, a obra ilustra uma das teses favoritas do autor: o efeito regenerador da vida rústica sobre um sujeito deprimido pela vida urbana. Madalena, a Morgadinha, e a sua prima Cristina representam mulheres fortes, femininas e virtuosas, dispostas a contornar as barreiras sociais por amor, como acontece com Madalena com Augusto. Está também presente, uma forte componente de crítica social, que visa o fanatismo religioso e o clericalismo hipócrita, nomeadamente à crítica da tão controversa lei da altura que proibia o enterro nas Igrejas.

## Adaptações
Existe um filme de 1949 com o mesmo título realizado por  Caetano Bonucci e Amadeu Ferrari.
Em 1989 a RTP produziu a série A Morgadinha dos Canaviais, com São José Lapa e Virgílio Castelo nos papéis principais. O romance de Júlio Dinis foi adaptado e realizado por Ferrão Katzenstein.